# Liste amerikanischer Leuchttürme
Die Liste amerikanischer Leuchttürme ist eine Auswahl von Leuchttürmen auf dem amerikanischen Doppelkontinent.

## Argentinien
| Name                         | Region           | Gewässer     | Position                         | Baujahr(e) | Turmhöhe | Feuerhöhe | Kennung  | Bild |
| ---------------------------- | ---------------- | ------------ | -------------------------------- | ---------- | -------- | --------- | -------- | ---- |
| Faro Recalada a Bahía Blanca | Buenos Aires     | Südatlantik  | 38° 59′ 26,8″ S, 61° 15′ 35,8″ W | 1906       | 67 m     | 75 m      | Fl.W.9s  |      |
| Faro Les Éclaireurs          | Tierra del Fuego | Beagle-Kanal | 54° 52′ 17,4″ S, 68° 4′ 59,6″ W  | 1920       | 11 m     | 22 m      | Fl.W.10s |      |

## Bahamas
| Name                       | Region         | Gewässer    | Position                         | Baujahr(e) | Turmhöhe | Feuerhöhe | Kennung    | Bild |
| -------------------------- | -------------- | ----------- | -------------------------------- | ---------- | -------- | --------- | ---------- | ---- |
| Elbow Cay Lighthouse       | Abaco-Inseln   | Sargassosee | 26° 32′ 23,1″ N, 76° 57′ 43,7″ W | 1864       | 27 m     | 37 m      | Fl(5)W.15s |      |
| Paradise Island Lighthouse | New Providence | Sargassosee | 25° 5′ 12,9″ N, 77° 21′ 5,3″ W   | 1817       | 19 m     | 21 m      | Fl.W(R).5s |      |

## Bermuda
| Name                   | Region               | Gewässer     | Position                        | Baujahr(e) | Turmhöhe | Feuerhöhe | Kennung    | Bild |
| ---------------------- | -------------------- | ------------ | ------------------------------- | ---------- | -------- | --------- | ---------- | ---- |
| St. David’s Lighthouse | Saint David’s Island | Nordatlantik | 32° 21′ 50,4″ N, 64° 39′ 6″ W   | 1879       | 22 m     | 65 m      | Fl(2)W.20s |      |
| Gibbs Hill Lighthouse  | Grand Bermuda        | Nordatlantik | 32° 15′ 10,2″ N, 64° 50′ 5,1″ W | 1846       | 41 m     | 108 m     | Fl.W.10s   |      |

## Brasilien
| Name              | Region | Gewässer           | Position                         | Baujahr(e) | Turmhöhe | Feuerhöhe | Kennung  | Bild |
| ----------------- | ------ | ------------------ | -------------------------------- | ---------- | -------- | --------- | -------- | ---- |
| Leuchtturm Barra  | Bahia  | Allerheiligenbucht | 13° 0′ 37,3″ S, 38° 31′ 58,4″ W  | 1698/1839  | 22 m     | 39 m      | WWR.30s  |      |
| Farol das Conchas | Paraná | Südatlantik        | 25° 32′ 20,8″ S, 48° 17′ 27,1″ W | 1872       | 18 m     | 67 m      | Fl.W.10s |      |

## Chile
| Name                | Region                       | Gewässer          | Position                       | Baujahr(e) | Turmhöhe | Feuerhöhe | Kennung  | Bild |
| ------------------- | ---------------------------- | ----------------- | ------------------------------ | ---------- | -------- | --------- | -------- | ---- |
| Faro Punta Delgada  | Magallanes y de la Antártica | Magellanstraße    | 52° 27′ 21,1″ S, 69° 32′ 42″ W | 1902       | 12 m     | 21 m      | Fl.W.5s  |      |
| Faro de Punta Panul | Valparaíso                   | Pazifischer Ozean | 33° 34′ 30″ S, 71° 37′ 30″ W   | 1924/1941  | 9,5 m    | 89 m      | Fl.W.10s |      |

## Kanada
| Name                        | Region           | Gewässer            | Position                          | Baujahr(e)           | Turmhöhe | Feuerhöhe | Kennung         | Bild |
| --------------------------- | ---------------- | ------------------- | --------------------------------- | -------------------- | -------- | --------- | --------------- | ---- |
| Phare du Haut-Fond Prince   | Québec           | Sankt-Lorenz-Strom  | 48° 6′ 28″ N, 69° 36′ 52,4″ W     | 1964                 | 14 m     | 25 m      | Fl.W.2.5s       |      |
| Phare de Pointe-au-Père     | Québec           | Sankt-Lorenz-Strom  | 48° 31′ 2,9″ N, 68° 28′ 8,7″ W    | 1859/1909            | 33 m     | 36 m      | gelöscht (1975) |      |
| Point Amour Lighthouse      | Labrador         | Belle-Isle-Straße   | 51° 27′ 37,7″ N, 56° 51′ 29,4″ W  | 1857                 | 33 m     | 46 m      | Oc.W.20s        |      |
| Cape Race Lighthouse        | Neufundland      | Nordatlantik        | 46° 39′ 32,5″ N, 53° 4′ 24,6″ W   | 1856/1907            | 29 m     | 52 m      | Fl.W.7.5s       |      |
| Cape Enrage Lighthouse      | New Brunswick    | Bay of Fundy        | 45° 35′ 38,3″ N, 64° 46′ 47,8″ W  | 1838/1870            | 9 m      | 38 m      | Fl.G.6s         |      |
| Mulholland Point Lighthouse | New Brunswick    | Nordatlantik        | 44° 51′ 47,2″ N, 66° 58′ 46,5″ W  | 1885                 | 13 m     | 20 m      | gelöscht (1963) |      |
| Sambro Island Lighthouse    | Nova Scotia      | Nordatlantik        | 44° 26′ 12,3″ N, 63° 33′ 47,8″ W  | 1759                 | 25 m     | 43 m      | Fl.W.5s         |      |
| Cape North Lighthouse       | Nova Scotia      | Nordatlantik        | 47° 1′ 44,8″ N, 60° 23′ 30,9″ W   | 1875/1911/ 1980/2010 | 34 m     | 15 m      | Fl.W.6s         |      |
| Leuchtturm Peggy’s Point    | Nova Scotia      | Nordatlantik        | 44° 29′ 30,4″ N, 63° 55′ 6,9″ W   | 1868/1915            | 13 m     | 22 m      | Fl.R.5s         |      |
| Fisgard Lighthouse          | British Columbia | Juan-de-Fuca-Straße | 48° 25′ 49,4″ N, 123° 26′ 51,3″ W | 1860                 | 15 m     | 22 m      | Iso.WR.4s       |      |

## Kuba
| Name                           | Region     | Gewässer         | Position                       | Baujahr(e) | Turmhöhe | Feuerhöhe | Kennung    | Bild |
| ------------------------------ | ---------- | ---------------- | ------------------------------ | ---------- | -------- | --------- | ---------- | ---- |
| Faro del Castillo del Morro    | Havanna    | Floridastraße    | 23° 9′ 0,8″ N, 82° 21′ 25,9″ W | 1845       | 25 m     | 44 m      | Fl(2)W.15s |      |
| Faro de Cabo Cruz              | Granma     | Karibik          | 19° 50′ 28″ N, 77° 43′ 35,9″ W | 1871       | 32 m     | 34 m      | Fl.W.5s    |      |
| Faro de Punta de Maisí         | Guantánamo | Windward-Passage | 20° 14′ 38″ N, 74° 8′ 34,6″ W  | 1862       | 31 m     | 37 m      | Fl.W.5s    |      |
| Faro de Punta de los Colorados | Cienfuegos | Karibik          | 22° 2′ 3″ N, 80° 26′ 43,9″ W   | 1851/1901  | 20 m     | 25 m      | Fl.W.5s    |      |

## Mexiko
| Name             | Region       | Gewässer          | Position                          | Baujahr(e) | Turmhöhe | Feuerhöhe | Kennung | Bild |
| ---------------- | ------------ | ----------------- | --------------------------------- | ---------- | -------- | --------- | ------- | ---- |
| Faro de Celarain | Quintana Roo | Yucatánstraße     | 20° 16′ 21,7″ N, 86° 59′ 16,9″ W  | 1908/1934  | 25 m     | 26 m      | Fl.W.5s |      |
| Faro de Mazatlán | Sinaloa      | Pazifischer Ozean | 23° 10′ 39,5″ N, 106° 25′ 39,1″ W | 1879       | 11 m     | 157 m     | Fl.W.7s |      |

## Königreich der Niederlande

### Aruba
- Liste von Leuchttürmen auf Aruba

### Curaçao
- Liste von Leuchttürmen auf Curaçao

### Karibische Niederlande

#### Bonaire
- Liste von Leuchttürmen in Bonaire

#### Saba (Insel)|Saba
- Liste von Leuchttürmen in Saba

#### Sint Eustatius
- Liste von Leuchttürmen in Sint Eustatius

### Sint Maarten
- Liste von Leuchttürmen in Sint Maarten

## Peru
| Name           | Region | Gewässer          | Position                       | Baujahr(e) | Turmhöhe | Feuerhöhe | Kennung    | Bild |
| -------------- | ------ | ----------------- | ------------------------------ | ---------- | -------- | --------- | ---------- | ---- |
| Faro de Puno   | Puno   | Titicacasee       | 15° 50′ 7,2″ S, 70° 0′ 55,5″ W |            | 9 m      | 10 m      |            |      |
| Faro La Marina | Lima   | Pazifischer Ozean | 12° 7′ 25″ S, 77° 2′ 24,6″ W   | 1900       | 22 m     | 108 m     | Fl(3)W.15s |      |

## Uruguay
| Name                 | Region     | Gewässer        | Position                         | Baujahr(e) | Turmhöhe | Feuerhöhe | Kennung      | Bild |
| -------------------- | ---------- | --------------- | -------------------------------- | ---------- | -------- | --------- | ------------ | ---- |
| Faro de Cabo Polonio | Rocha      | Südatlantik     | 34° 24′ 19,4″ S, 53° 46′ 40″ W   | 1881       | 26 m     | 40 m      | Fl.W.12s     |      |
| Faro de José Ignacio | Maldonado  | Südatlantik     | 34° 50′ 46,6″ S, 54° 37′ 58,2″ W | 1877       | 25 m     | 32 m      | Fl.W.2s      |      |
| Isla de Lobos        | Maldonado  | Südatlantik     | 35° 1′ 28,1″ S, 54° 53′ 0,1″ W   | 1858/1906  | 59 m     | 66 m      | Fl.W.5s      |      |
| Faro de Punta Brava  | Montevideo | Río de la Plata | 34° 56′ 6,8″ S, 56° 9′ 38″ W     | 1876       | 19 m     | 21 m      | Al.Fl.WR.10s |      |